# Nharea
Nharea és un municipi de la província de Bié. Té una extensió de 7.560 km² i 113.651 habitants. Comprèn les comunes de Nharea, Calei, Dando, Gamba i Lúbia. Limita al nord i a l'est amb el municipi de Luquembo, al sud amb els municipis de Camacupa, Catabola i Cunhinga, i a l'oest amb el municipi d'Andulo.